# 海基·阿利科斯基
| 參見§ 發現的小行星列表 |

海基·A·阿利科斯基（芬蘭語：Heikki A. Alikoski，1912年—1997年12月28日）是一名芬蘭天文學家。
1937年至1956年間，他在圖爾庫天文台的于尔约·韦伊塞莱轄下擔任天文台助理，發現了12顆小行星。阿利科斯基後來協助成立了圖爾庫天文光學研究院
韦伊塞莱於1941年發現的小行星1567以他的名字命名。

## 發現的小行星列表
| 1508 Kemi        | 1938年10月21日 | 列表 |
| 1512 Oulu        | 1939年3月18日  | 列表 |
| 1697 Koskenniemi | 1940年9月8日   | 列表 |
| 1715 Salli       | 1938年4月9日   | 列表 |
| 1786 Raahe       | 1948年10月9日  | 列表 |
| 2180 Marjaleena  | 1940年9月8日   | 列表 |
| 2257 Kaarina     | 1939年8月18日  | 列表 |

| 2487 Juhani      | 1940年9月8日  | 列表 |
| 2573 Hannu Olavi | 1953年3月10日 | 列表 |
| 2714 Matti       | 1938年4月5日  | 列表 |
| 2911 Miahelena   | 1938年4月8日  | 列表 |
| 3776 Vartiovuori | 1938年4月5日  | 列表 |
| 4066 Haapavesi   | 1940年9月7日  | 列表 |

## 外部連結
- Everstar Observatory Staff